# Đài thiên văn La Silla

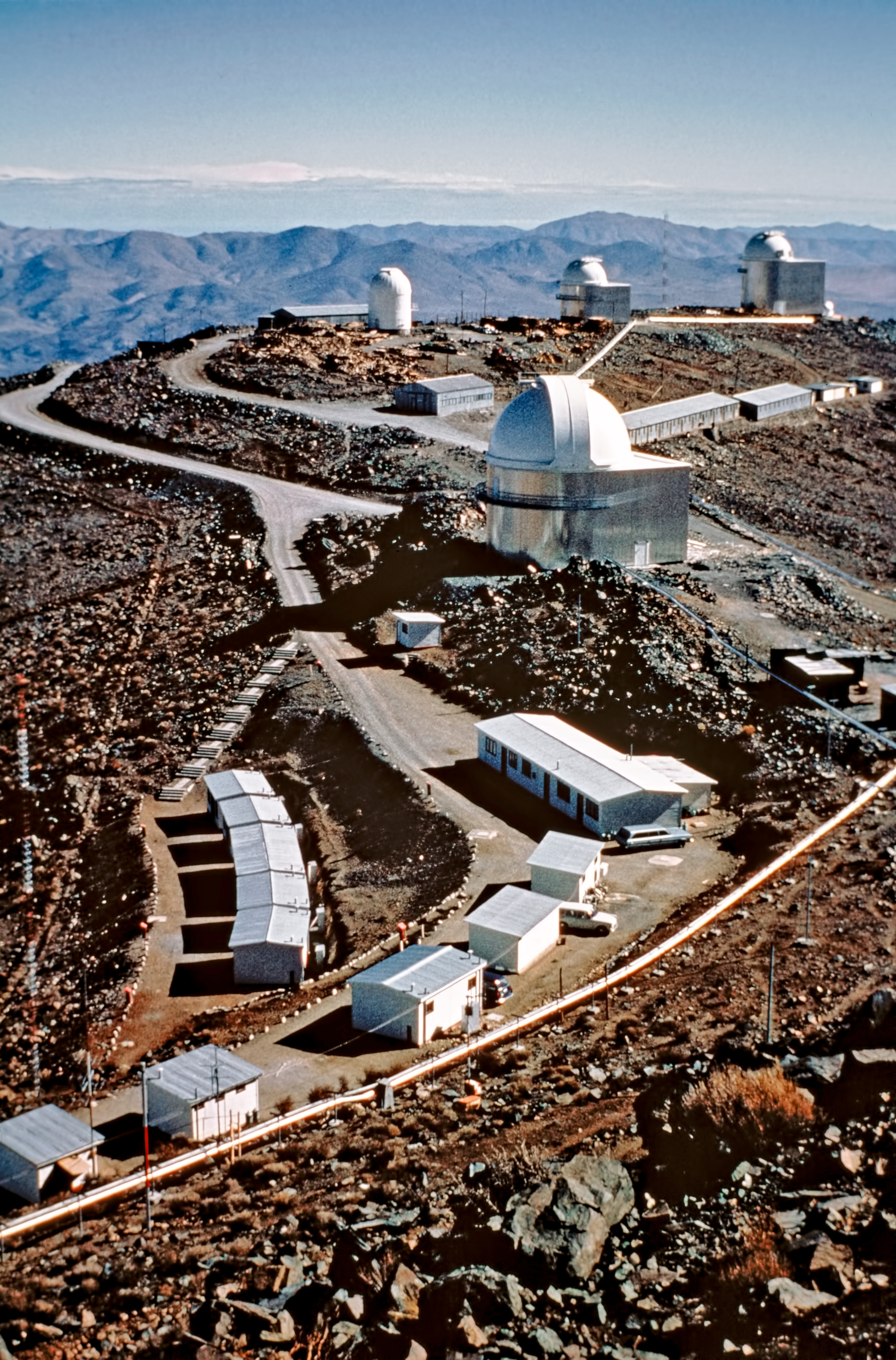
La Silla đang được xây tháng 6 năm 1968. trước kính thiên văn ESO.

Đài thiên văn La Silla là một đài thiên văn ở Chile với ba kính thiên văn được xây dựng và điều hành bởi Đài thiên văn Nam Âu (ESO). Một số kính thiên văn khác được đặt tại địa điểm và được duy trì bởi một phần ESO. Các đài quan sát là một trong những lớn nhất ở Nam bán cầu và là người đầu tiên ở Chile để được sử dụng bởi ESO.
Các kính thiên văn La Silla và các công cụ đang nằm 150 km về phía đông bắc của La Serena ở vùng ngoại ô của Chile sa mạc Atacama, một trong những vùng khô nhất và xa xôi nhất của thế giới. Cũng giống như các đài thiên văn khác trong khu vực địa lý này, La Silla nằm cách xa nguồn ô nhiễm ánh sáng và, giống như Đài thiên văn Paranal, quê hương của kính viễn vọng cực lớn, nó có một trong bầu trời đêm đen tối nhất trên Trái Đất.